# John Marshall (jurist)
John James Marshall (n. 24 septembrie 1775 - d. 6 iulie 1835) a fost un politician american, care a servit ca cel de-al patrulea judecător șef (în engleză, Chief Justice) al Curții Supreme de Justiție a Statelor Unite ale Americii între 1801 și 1835. 
Marschall a servit, înainte de a deveni cel mai longeviv Chief Justice din istoria Statelor Unite, ca Secretar de Stat al Statelor Unite între 1800 și 1801, în timpul administrației John Adams, al doilea președinte al țării (între 1797-1801) și primul său vicepreședinte (între 1789-1797). 

## Biografie
Marshall s-a născut în comitatul în Fauquier, statul  Virginia, în 1755. La startul Războiului de independență american, în 1775, a voluntariat înrolându-se în rândurile Armatei Continentale, prima armată a  Statele Unite ale Americii, luptând în multe bătălii. În timpul ultimelor faze ale războiului, a fost demobilizat, acceptat în baroul avocaților statului Virginia și a fost ulterior ales în legislatura inferioară a statului natal, Camera delegaților din Virginia, în original en  Virginia House of Delegates.